# Менделеєво (Калінінградська область)
Менделе́єво (рос. Менделеево) — селище Гур'євського міського округу, Калінінградської області Росії. Входить до складу Добринського сільського поселення.
Населення —  96 осіб (2015 рік). 

## Населення
| 2002 | 2010 |
| ---- | ---- |
| 100  | ↘96  |